# 茂井镇
茂井镇，是中华人民共和国贵州省黔南布依族苗族自治州罗甸县下辖的一个乡镇级行政单位。
2014年2月14日，贵州省人民政府批复同意罗甸县行政区划调整，新设置的茂井镇辖原茂井镇、大亭乡，镇人民政府驻茂井村。

## 行政区划
茂井镇下辖以下地区：
红屯村、五家坟村、高里村、兰西村、康里村、边圩村、高田村、丰井村、新茂村、东山村、油西村、八达村、兴合村、北亭村、牛朋村、田坝村、亭西村、布苏村、布江村和布良村。